# Malangjiwan (Kebonarum)
Malangjiwan is een bestuurslaag in het regentschap Klaten van de provincie Midden-Java, Indonesië. Malangjiwan telt 1629 inwoners (volkstelling 2010).